# 팡 지 케이주
팡 지 케이주(브라질 포르투갈어: pão de queijo)는 브라질의 치즈빵이다. 18세기쯤 미나스제라이스주에서 처음 만들어졌다고 추정된다. "빵"이라 불리지만, 카사바 녹말에 달걀, 소금, 기름, 치즈 등을 넣어 만든 쫄깃쫄깃한 비스킷이다. 겉은 바삭바삭하고 속은 부드럽다. 브라질에서는 주로 아침밥이나 간식으로 먹는다.

## 같이 보기
- 깨찰빵
- 시파
- 알모하바나
- 쿠냐페
- 판 데 보노
- 판 데 유카
- 판 데 케소